# Битва

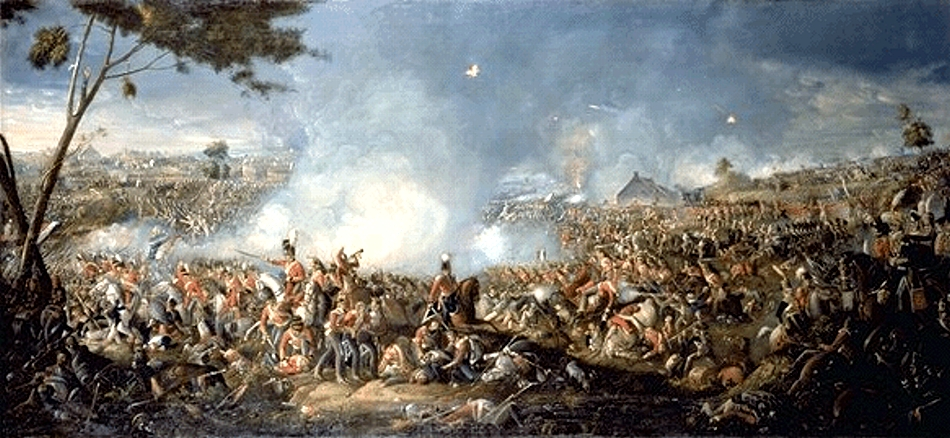
Битва при Ватерлоо. 18 червня 1815

Би́тва (військова) — бойове зіткнення військових формувань з метою досягнення значних військово-політичних результатів. У минулому (до 19 ст.) армії, в порівнянні з сучасними, були нечисленні, вирішальні бойові дії проходили на обмежених просторах і часто внаслідок однієї битви вирішувалися долі не тільки армії, але і держави. Назва битви, як правило, виникала від місцевості, де вона відбулася.
У новий час слово «битва» уживається вже як збірне поняття, для позначення ряду боїв та бойовищ. Найбільші військові події, унаслідок яких вирішувалася доля військових кампаній, а іноді й воєн, називаються генеральними битвами. Битви відрізняються від боїв своїм масштабом і нерідко вирішальною роллю для результату війни. Їхня тривалість могла досягати декількох місяців, а географічна протяжність десятки та сотні кілометрів.
Під час Другої світової війни під битвою йшлося про боротьбу значних стратегічних угрупувань на важливому стратегічному напрямі або театрі воєнних дій. Вирішальною силою цих битв були фронтові об'єднання і групи армій.

## Посиланн
- Битва [Архівовано 4 березня 2016 у Wayback Machine.] у Великій радянській енциклопедії (рос.)